# Фервју (Западна Вирџинија)
Фервју (енгл. Fairview) град је у америчкој савезној држави Западна Вирџинија.

## Демографија
По попису из 2010. године број становника је 408, што је 27 (-6,2%) становника мање него 2000. године.
| Група             | 2000.       | 2010.       |
| Белци             | 430 (98,9%) | 402 (98,5%) |
| Афроамериканци    | 0 (0,0%)    | 0 (0,0%)    |
| Азијати           | 0 (0,0%)    | 0 (0,0%)    |
| Хиспаноамериканци | 3 (0,7%)    | 1 (0,2%)    |
| Укупно            | 435         | 408         |